# Instituto Nacional de Cancerología (Colombia)
El Instituto Nacional de Cancerología es una entidad pública del orden nacional, adscrita al Ministerio de Salud y Protección Social, donde conviven y se desarrollan un ente asesor en políticas públicas de cáncer, un centro de investigación, un centro docente y un hospital especializado en oncología. Es por su historia, su calidad científica y tecnológica el centro oncológico más importante de la nación y uno de los más importantes en América Latina

## Historia
En nuestros días, el Instituto Nacional de Cancerología - Empresa Social del Estado, fue reestructurado mediante Decreto Presidencial n.º 5017 del 28 de diciembre de 2009, siguiendo las líneas estratégicas del Plan de Desarrollo Administrativo Sectorial. En virtud del mismo, el Instituto tiene como objeto asesorar y asistir al Ministerio de la Protección Social en la determinación, fijación y evaluación de las políticas, programas, proyectos y actividades de investigación, docencia, prevención y atención del cáncer, de conformidad con las estrategias y políticas impartidas por la Dirección del Sistema General de Seguridad Social en Salud. Cabe anotar que en la misma entidad confluyen un centro de investigación, un centro docente, un hospital de cuarto nivel de complejidad y un ente asesor en la formulación de políticas de cáncer, los cuales forman una unidad indisoluble para el control del cáncer en Colombia.

## Pacientes
El Instituto actualmente recibe algo más de 5200 pacientes al año provenientes de todo el país. 
Uno de sus pacientes más famoso fue Jhon Jairo Velásquez Vásquez "Popeye", quien falleció el 6 de febrero del 2020 a las 5:30 a. m..

## Investigación
El Instituto ofrece al país unas bases sólidas para brindar un diagnóstico y tratamiento exitoso y al mismo tiempo crear los parámetros a nivel nacional para que todas las entidades de salud trabajen bajo los mismos lineamientos, buscando la prevención y detección temprana del
cáncer.

## Docencia
Como una de sus labores misionales, el Instituto trabaja en el área de la docencia, impartiendo formación académica en diferentes subespecialidades de la Oncología, siendo la institución que ofrece el mayor número de posgrados en oncología en Colombia, además es el único que capacita Físicos Médicos en asocio con la Universidad Nacional de Colombia. Desde sus inicios, hace ya 76 años, el Instituto se ha convertido en el escenario natural para el aprendizaje y la enseñanza de los temas oncológicos, siendo así como ha graduado a más de ochocientos cuarenta profesionales en las diferentes especialidades oncológicas, por medio de los convenios docente–asistenciales suscritos con distintas universidades de todo el país.

## Reconocimientos
En 2023 el Instituto Nacional de Cancerología recibió el premio Gonzalo Jiménez de Quesada de manos de Carlos Roberto Pombo Urdaneta.